# 1791 w muzyce
Wydarzenia muzyczne w 1791 roku.

## Urodzili się
- 28 stycznia – Ferdinand Hérold, francuski kompozytor (zm. 1833)
- 31 marca[a] – Franciszek Mirecki, polski kompozytor, pianista, pedagog (zm. 1862)
- 26 lipca – Franz Xaver Wolfgang Mozart, austriacki kompozytor i pianista (zm. 1844)
- 5 września – Giacomo Meyerbeer, niemiecki kompozytor operowy (zm. 1864)
- 21 listopada – Carlo Evasio Soliva, włoski kompozytor i pedagog muzyczny (zm. 1853)
- 9 grudnia – Peter Josef von Lindpaintner, niemiecki kompozytor i dyrygent (zm. 1856)

## Zmarli
- 5 grudnia – Wolfgang Amadeus Mozart, austriacki kompozytor (ur. 1756)